# Luft-Fahrzeug-Gesellschaft
A Luft-Fahrzeug-Gesellschaft (LFG) foi uma empresa alemã fabricante de aviões, durante a Primeira Guerra Mundial. É mais conhecida por seus vários projetos "Roland", nomeadamente o Roland C.II e Roland D.VI, ainda que também tenha produzido uma série de aeronaves e projetos experimentais.

## Aviões

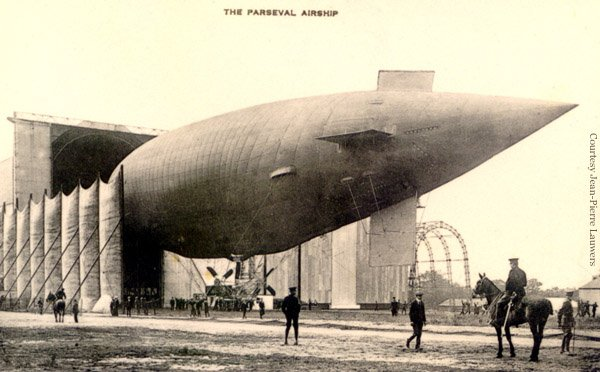
O PL 18 próximo ao hangar. Este foi entregue à Marinha britânica como Parseval No.4 em 1913.

A Luft-Fahrzeug-Gesellschaft foi fundada em 30 de Abril de 1908, a partir dos ativos de uma empresa experimental de dirigíveis motorizados localizada em Bitterfeld, Motorluftschiff Studiengesellscaft (MStg). O financiamento adicional para o novo empreendimento foi fornecido principalmente pela Krupp, AEG, e uma companhia química local. Os escritórios da empresa foram localizados em Berlin junto com a fábrica em Adlershof. A fabricação foi transferida para Charlottenburg após um incêndio em 6 de Setembro de 1916, alegadamente causado pelo Serviço Secreto Britânico.